# Borrév
Borrév, más változatban Borév (románul Buru) falu Romániában, Kolozs megyében.

## Fekvése
Kolozs megyében,  Tordától nyugatra 20 km-re. A torda-abrudbányai és a Jára-völgyi – nagyenyedi út kereszteződésénél fekszik. Nagyenyed felől Torockón át a 107/M jelzésű megyei úton közelíthető meg. A Torda – Abrudbánya keskenyvágányú vasút egyik állomása. Az  Aranyos folyó érdekes alakzatokat vágott a sziklákból: Csergőkő, Sugókő, Borostyánkő, Leánykakő.

## Nevének eredete
Nevét egy korábbi szláv településről kapta, jelentése fenyővel borított erdős hely.

## Története
A falu mellett, az Aranyos folyó partján, egy sziklarejtekben késő bronzkori tárgyakat  tártak fel.
1470-ben, amikor Hunyadi Mátyás király az ellene irányuló összeesküvésben részt vett Toroczkai család férfi tagjait fej- és jószágvesztésre ítélte, és birtokaikat Monoszlói Csupor Miklós erdélyi vajdának adományozta, a torockószentgyörgyi vár  tartozékai között Borévet is felsorolták. 1516-ban is a vár tartozéka volt.
A trianoni békeszerződés előtt Torda-Aranyos vármegye Torockói járásához tartozott. 1850-ben 254 román lakosa volt, 1992-ben 280 lakosából 275 román volt, 2002-ben 219 lakosából 216 román volt.